# Виганд, Арпад
Арпад Якоб Валентин Виганд (нем. Arpad Jakob Walentin Wigand; 13 января 1906, Мангейм, Германская империя — 26 июля 1983, Мангейм, ФРГ) — оберфюрер СС, руководитель СС и полиции в Варшаве.

## Биография
Арпад Виганд родился 13 января 1906 года в семье железнодорожника. После смерти отца в 1911 году семья переехало в Рейнскую область. Виганд посещал народную и среднюю школу, но аттестат не получил. С 1921 года проходил обучение в рейхсбане и одновременно посещал специализированную железнодорожную школу в Вуппертале. С 1924 году работал помощником на железной дороге. В 1925 году покинул рейхсбан, поскольку рейхсбан ввел запрет на карьерный рост в рамках мер по сокращению расходов, и Виганд не видел возможности дальнейшего продвижения на службе.  службе. В 1925 году он устроился сборщиком платы за проезд в компанию Drahtverband GmbH в Дюссельдорфе, куда его устроил бывший преподаватель железнодорожного техникума. 31 декабря 1931 года оставил работу в результате общего экономического кризиса.
20 декабря 1925 года присоединился к Штурмовым отрядам (СА). 15 февраля 1926 года вступил в НСДАП (билет № 30682). 1 августа 1930 года перешёл из СА в ряды СС (№ 2999). В конце 1931 года Виганд сначала стал адъютантом и писарем в 20-м штандарте СС, а затем руководителем штаба 9-го абшнита СС во Франкфурте-на-Майне.
С 22 июля 1934 года по 15 февраля 1935 года он служил в мюнхенском казарменном сообществе «Политическая готовность» который впоследствии стал диверсионным подразделением штаба рейхсфюрера СС, а затем войск СС. Здесь Виганд получил военную подготовку от омоновцев. Из-за низкой зарплаты в «Политической готовности», которой не хватало на содержание семьи он ушел оттуда и с февраля 1935 года возглавил батальон СС в Баварии, затем 70-й штандарт СС в Глогау, а затем 16-й штандарт СС в Бреслау.
1 октября 1937 года был переведён в главное управление СД в Берлине и 20 апреля 1938 года получил должность руководителя секции СД «Юго-восток» в Бреслау.
После начала Второй мировой войны Виганд, уже имевший звание лейтенанта запаса, получил временный отпуск из СС в армию и присоединился к командному резерву в Лигнице.
Виганд участвовал во французской кампании  в качестве командира роты на центральном участке фронта, затем был переведен в Ченстохов и, наконец, демобилизован в немецкий запасной батальон в Праге в 1941 году. 19 июля 1941 года телеграммой от рейхсфюрера СС Гиммлера он был назначен руководителем СС и полиции в дистрикте Варшава, однако Виганд занял эту должность только в августе 1941 года. Для поиска подходящего места для нового концентрационного лагеря предложил существующий лагерь в Освенциме в Верхней Силезии. На встрече в Варшаве в середине октября 1941 года Виганд высказал мнение, что евреи в варшавском гетто не способны к сопротивлению из-за плохого питания. 17 апреля 1942 года Генрих Гиммлер поручил Виганду строительство лагеря смерти Треблинка. Виганд перепоручил эту задачу начальнику строительства Рихарду Томалле.
С июля 1942 по апрель 1943 года Виганда заменял Фердинанд фон Заммерн-Франкенегг, так как Виганд в середине 1942 года был призван в войска СС. С сентября 1942 года он сначала стал командиром взвода в 7-й добровольческой горнопехотной дивизии СС «Принц Ойген», с весны 1943 года адъютантом и, наконец, командиром 3-го батальона добровольческого горного полка СС 13 «Артур Флепс» до февраля 1945 года.
В Праге Виганд служил полковым адъютантом в различных полках, затем возглавил роту, а в конце войны - батальон. Он был взят в плен британскими войсками в Каринтии, интернирован, а затем выдан Польше. 25 апреля 1950 года Виганд был приговорен к 10 годам тюремного заключения за членство в СС и после подачи ревизионной жалобы к 15 годам тюремного заключения Верховным судом Польской республики 28 сентября 1950 года. В июне 1956 года в ходе амнистии он был освобожден досрочно и вернулся в Мангейм, где в течение нескольких лет был безработным. При поддержке общества взаимопомощи бывших членов войск СС (ХИАГ) ему удалось получить работу на государственной службе среднего звена в Мангейме в отделе кадров. Там он проработал до выхода на пенсию в 1971 году.
Предварительное расследование в связи со строительством лагеря уничтожения Треблинка, начатое против Виганда в 1961 году, было прекращено в том же году. Он выступал в качестве свидетеля на других нацистских процессах, например, на Франкфуртском Освенцимском процессе. 7 декабря 1981 года Виганд был приговорен земельным судом Гамбурга к двенадцати с половиной годам тюремного заключения за пособничество в убийстве. Срок заключения в Польше и нахождение в лагере для интернированных с 1 ноября 1947 года было засчитано в срок заключения. Предметом судебного разбирательства были, в основном, военные преступления  в Варшаве. Его защитником был крайне правый гамбургский адвокат Юрген Ригер. В конце процесса Ригер выступил с девятичасовым заявлением, в котором, в частности, назвал создание Варшавского гетто мерой эпидемической политики. Эти и другие заявления, сделанные Ригером во время процесса над Вигандом, привели к тому, что в 1983 году Ригер был осужден за оскорбление жертв нацизма и порочение памяти погибших. Ригер был приговорен к штрафу, но после апелляции в 1987 году приговор был отменен.